# Dropéridol
Le dropéridol (Droleptan, R4749) est un antidopaminergique utilisé comme antiémétique et antipsychotique. Il est déconseillé par la revue Prescrire.